# Czerwony Krąg
Czerwony Krąg (oryginalny tytuł The Crimson Circle) to powieść detektywistyczna angielskiego pisarza Edgara Wallace'a, opublikowana po raz pierwszy w 1922 roku, jedna z najbardziej znanych w dorobku pisarza.
Pełny tekst:  Czerwony Krąg  w Wikiźródłach 

  Pobierz jako: EPUB   • PDF   • MOBI  

## Fabuła
Pan Benson nie potraktował poważnie groźby gangu zwanego Czerwonym Kręgiem i został zabity. Ten sam gang zagroził Jimowi Beardmore'owi śmiercią: jeśli nie zapłaci dużej sumy pieniędzy, poniesie konsekwencje. Pan Beardmore, mimo że wezwał Derricka Yale do ochrony, nie wierzy w te groźby. Pewnego ranka Jack, syn Jima, spotyka się z panną Thalią Drummond, sekretarką Harveya Froyanta, w której jest bardzo zakochany. Gdy rozmawiają, pojawia się jej szef, pan Harvey Froyant, i po wymianie kilku słów Jack i Harvey idą w stronę domu Beardmore'ów. Na korze drzewa zauważają narysowany czerwoną farbą okrąg, symbol Czerwonego Kręgu. Pomimo tego ostatniego ostrzeżenia Jim Beardmore nie boi się i nie ma zamiaru płacić haraczu.
Kiedy Beardmore udaje się sam w kierunku lasu, słychać strzał. Jack biegnie w kierunku hałasu i znajduje martwego ojca. W tym samym czasie, po drugiej stronie lasu, panna Thalia Drummond ucieka po trawie, po wytarciu rąk poplamionych czerwoną substancją. Idzie do małego domku, wchodzi do niego i chowa rewolwer.
Z kolekcji antyków pana Froyanta znika złoty posąg Buddy. Inspektor Parr na szczęście odkrywa, że złodziejką jest panna Drummond: to ona zaniosła posąg do pożyczkodawcy. Pan Froyant po tej sprawie zwalnia swoją sekretarkę. Harvey Froyant otrzymuje również list z pogróżkami od Czerwonego Kręgu.
Gangowi udaje się zwerbować Thalię Drummond i namówić ją do zatrudnienia Johna Brabazona, prezesa dużego banku. W międzyczasie Ambrose Silby, który jest przetrzymywany w więzieniu za morderstwo, wyznaje Parrowi i detektywowi Derrickowi Yale, że zabił także pana Beardmore'a. Kiedy Parr i Yale proszą go o więcej szczegółów, Silby wyznaje, że był pijany podczas popełnienia morderstwa i nie pamięta szczegółów. Cztery godziny po tym wyznaniu zostaje znaleziony martwy, zabity śmiertelną dawką cyjanku. W cieczy zawartej w szklance unosi się małe czerwone kółko.
Wśród wielu klientów banku jest również pan Marl Felix, który zaprasza Thalię na romantyczny wieczór. Kobieta zgadza się, ale zanim wieczór się zacznie, Felix zostaje oskarżony o kradzież. Tego samego wieczoru panna Drummond spotyka się ze wspólnikiem swojej współpracowniczki Milly Macroy, Flush Barnet. Po tym spotkaniu Thalia Drummond udaje się na spotkanie z Marlem Felixem. Jednak tego samego wieczoru Marl umiera gwałtowną śmiercią z powodu (tajemniczego) trującego gazu, który został podany przez kilka baniek mydlanych.
Tymczasem Harvey Froyant postanawia poddać się szantażowi Czerwonego Kręgu. Gang zażądał, aby pieniądze z szantażu zostały przekazane do biura detektywa Derricka Yale. Tam pojawi się wysłannik z Czerwonego Kręgu, aby odebrać kopertę z pieniędzmi. Pomimo niezliczonych kontroli bezpieczeństwa, pieniądze znikają, a Derrick Yale zostaje pozbawiony przytomności i ma związane nadgarstki oraz kostki. Wkrótce potem strzał z broni palnej trafia inspektora Parra przy wejściu do jego domu. Mężczyzna ubrany w kamizelkę kuloodporną ratuje się.
Harvey Froyant postanawia samodzielnie zbadać grupę Czerwonego Kręgu. Po podróży do Francji tropem swoich pieniędzy wraca do domu i wzywa Derricka Yale'a i inspektora Parra. Dowiaduje się, że Marl Felix i Ferdinand Walter Lightmann znali się, przebywając razem we francuskim więzieniu. Skazani na śmierć, zostali uratowani, ponieważ gilotyna nie działała prawidłowo. Odkrywa również, że Lightmann był nazywany „czerwonym kółkiem” z powodu okrągłej plamki na jego szyi. Froyant kojarzy to z gangiem szalejącym w Anglii. Zdaje sobie sprawę, że Lightmann zmienił nazwisko i został przywódcą Czerwonego Kręgu. Zanim zdąży ujawnić wszystko, co odkrył, zostaje znaleziony martwy w swojej domowej bibliotece, zabity przez kogoś, kto znał tajne podziemne wejście w jego gabinecie.
Panna Thalia Drummond zostaje aresztowana za usiłowanie zabójstwa Raphaela Willingsa, ale udaje jej się uciec z celi komisariatu. Inspektor Parr oraz detektyw Yale mają już prawie wszystkie elementy układanki i moga ujawnić, kto jest przywódcą Czerwonego Kręgu.

## Adaptacje filmowe
- 1922, niemy film The Crimson Circle
- 1929, koprodukcja brytyjsko-niemiecka w wersji niemej i dźwiękowej The Crimson Circle
- 1936, brytyjski film The Crimson Circle
- 1960, zachodnioniemiecki film The Crimson Circle

## Polskie wydania
- Czerwony Krąg, tłum. Franciszek Mirandola, 1928, 2013.